# Albert Mülleder

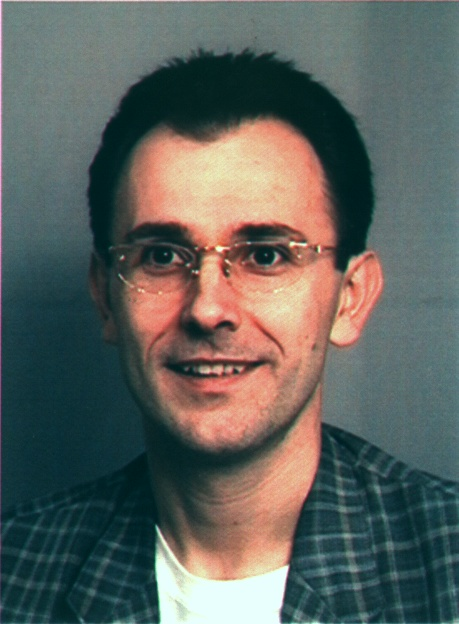
Albert Mülleder

Albert Mülleder (* 1. März 1961 in Linz, Oberösterreich; † 10. August 1999 ebenda) war ein österreichischer Organist und Vikariatskantor, weiters Domkapellmeister zu Wiener Neustadt.

## Leben
Albert Mülleder wurde am 1. März 1961 als erstes von sechs Kindern des Tischlermeisters Alois Mülleder und seiner Frau Theresia geboren und wuchs bei seinen Eltern in Vorderweißenbach im Mühlviertel auf. Von 1971 bis 1979 besuchte er das humanistische Stiftsgymnasium Wilhering. Während dieser Zeit erhielt er Klavierunterricht, nahm als Knabensopran der Kantorei Wilhering unter Balduin Sulzer an Oratorienaufführungen teil und studierte von 1975 bis 1979 am Brucknerkonservatorium in Linz Orgel und Klavier.
Von 1979 bis 1984 studierte Mülleder Kirchenmusik an der Musikhochschule Wien, und zwar Orgel bei Peter  Planyavsky, Chor und Chorleitung bei Hans Gillesberger und Erwin Ortner sowie Klavier bei Bruno Seidlhofer. 1980 begann er zusätzlich ein Gesangsstudium bei Wolfgang Bruneder. Von 1983 bis 1985 war er Dirigent der Wiener Sängerknaben. 1984 wurde er Assistent des Domkapellmeisters im Stephansdom. 1985 erhielt er die Berufung zum Domkapellmeister im Dom von Wiener Neustadt und zum Vikariatskantor der Erzdiözese Wien für das Vikariat unter dem Wienerwald. Er starb 1999 nach schwerer Krankheit.